# Osiedle galeriowców na Zawadach

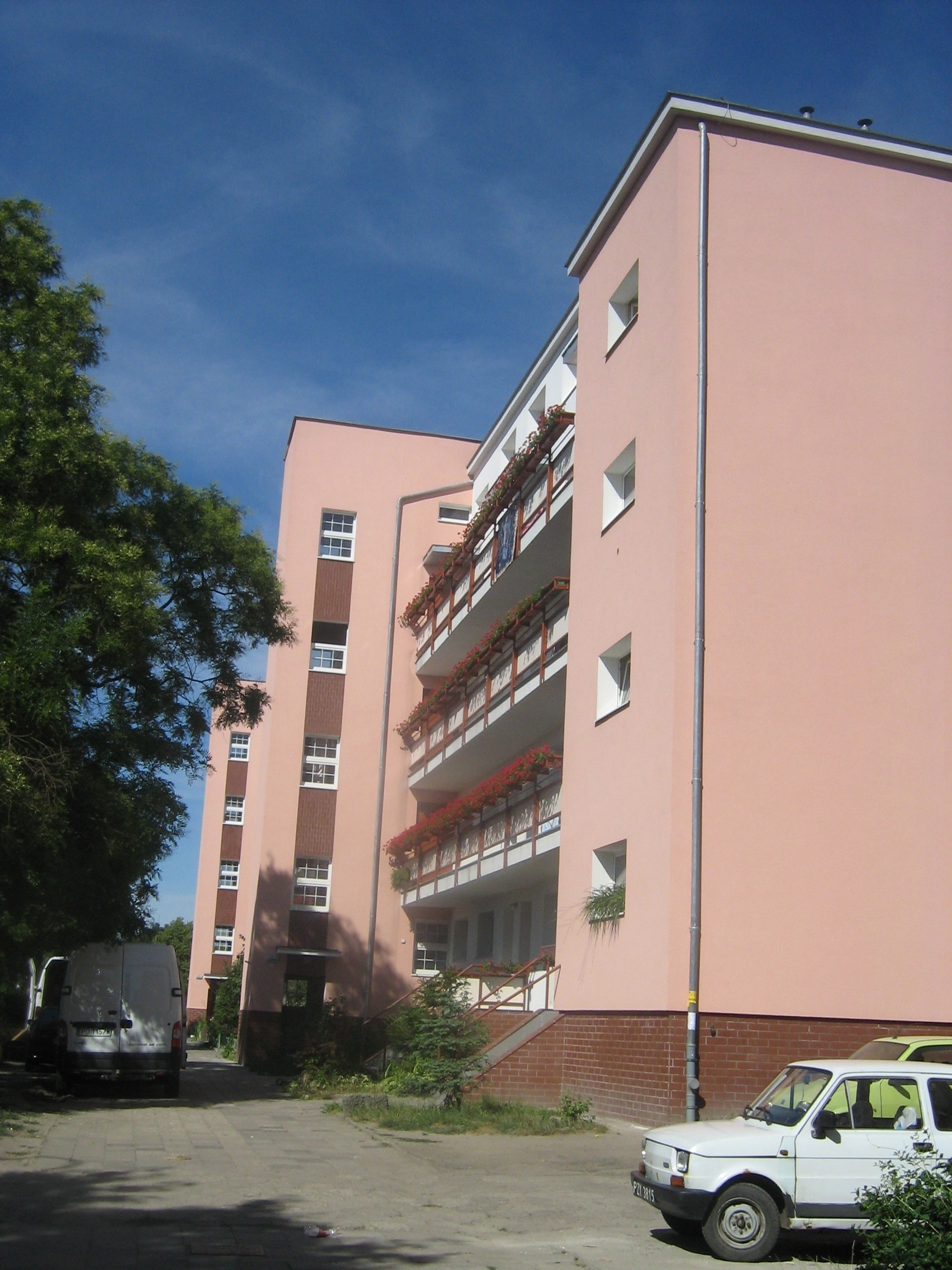
Jeden z bloków na Osiedlu

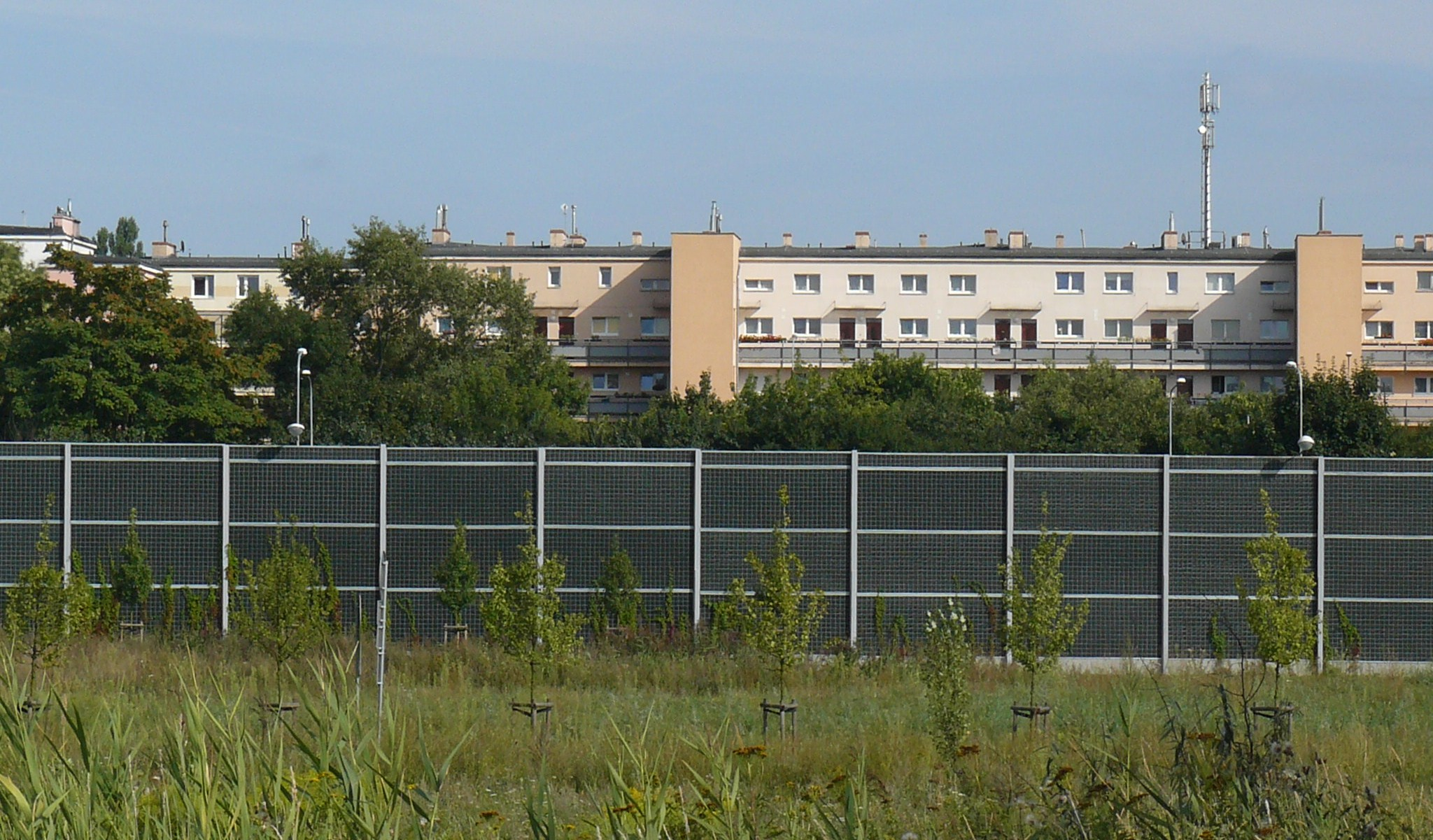
Osiedle widziane znad Warty

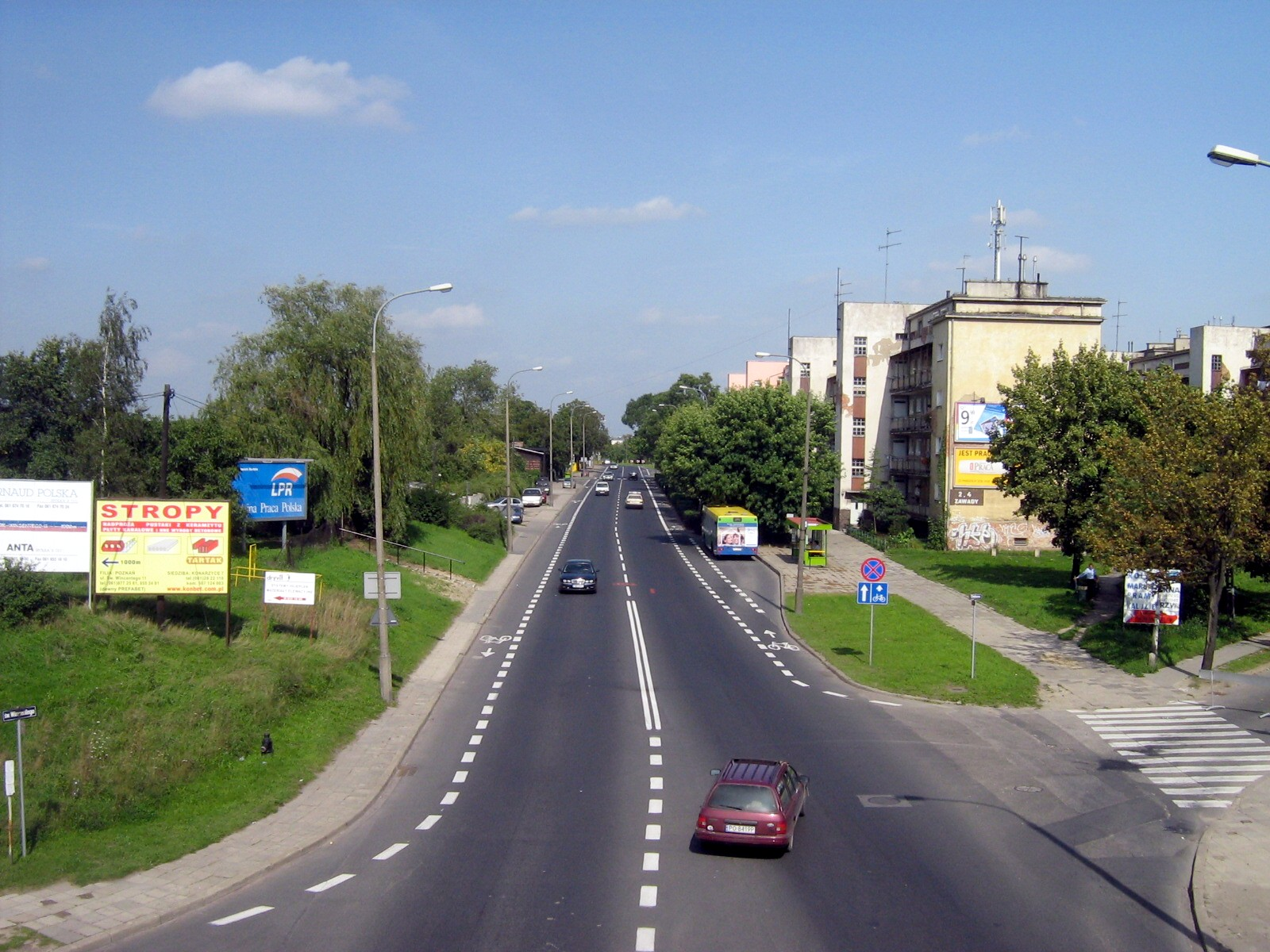
Osiedle od południa w 2006 roku (po prawej stronie ulicy Zawady)

Osiedle galeriowców na Zawadach – awangardowe, modernistyczne osiedle robotnicze w Poznaniu, zlokalizowane na Zawadach (ul. Zawady 2/4 i 6/8 oraz Chlebowa 1/7).

## Historia i architektura
Zespół składa się z trzech czterokondygnacyjnych bloków mieszkaniowych, ustawionych równolegle do ul. Zawady (przód kompleksu) i Chlebowej (na tyłach). Osiedle zrealizowano dla złagodzenia głodu mieszkaniowego, jaki trawił gwałtownie rozwijające się miasto w drugiej połowie lat 30. XX w., po zakończeniu Wielkiego kryzysu. Osiedle realizowało modernistyczne postulaty Bauhausu i zalecenia Towarzystwa Osiedli Robotniczych. Towarzystwo było organizacją ogólnopolską mającą na celu podniesienie jakości mieszkań i osiedli robotniczych przy optymalizacji kosztów ich budowy i utrzymania. Związane było ze skrajnie modernistycznymi teoriami Bruno Tauta. Organizacja poszukiwała (m.in. w drodze konkursów architektonicznych) modeli domów typowych, które można by realizować na skalę masową.
Całość założenia zbudowano w latach 1935–1939 według projektu Jerzego Tuszowskiego, po odrzuceniu z nieznanych przyczyn pierwszego, bardziej konserwatywnego projektu Władysława Czarneckiego z lat 1928–1930. 
Obiekty posiadają charakterystyczne galerie, z których wchodziło się do mieszkań i na ulokowane w osobnych pionach, klatki schodowe. Z uwagi na taką konstrukcję, konieczne było zoptymalizowanie naświetlenia izb, a zatem ustawienie domów na osi północ-południe (okna na wschód), zrezygnowanie z podwórek i zapewnienie dużego udziału terenów zielonych. Taka modernistyczna organizacja zabudowy była przeciwstawieniem się, najczęściej bardziej tradycyjnym, realizacjom osiedli komunalnych w mieście, w tym tego samego architekta (np. Osiedle socjalne na Zagórzu czy Osiedle robotnicze na Górczynie). Było to ostatnie osiedle pobudowane w Poznaniu przed II wojną światową. 
Metraż mieszkań wynosił do 38 m², posiadały one węzły sanitarne. Na poddaszach przewidywano wspólne pralnie i suszarnie, a pomiędzy domami place zabaw. Schemat izb był prosty i powtarzalny. 
Obecnie zespół wpisany jest do rejestru zabytków i stanowi dobry przykład międzywojennej, awangardowej architektury miejskiej.

## Komunikacja
Dojazd zapewniają tramwaje i autobusy MPK Poznań – linie 5, 173, 185, 312, 320, 321, 323, 341, 342 – do przystanku/pętli Zawady lub przystanku Koronkarska.